# گلستان‌کوه

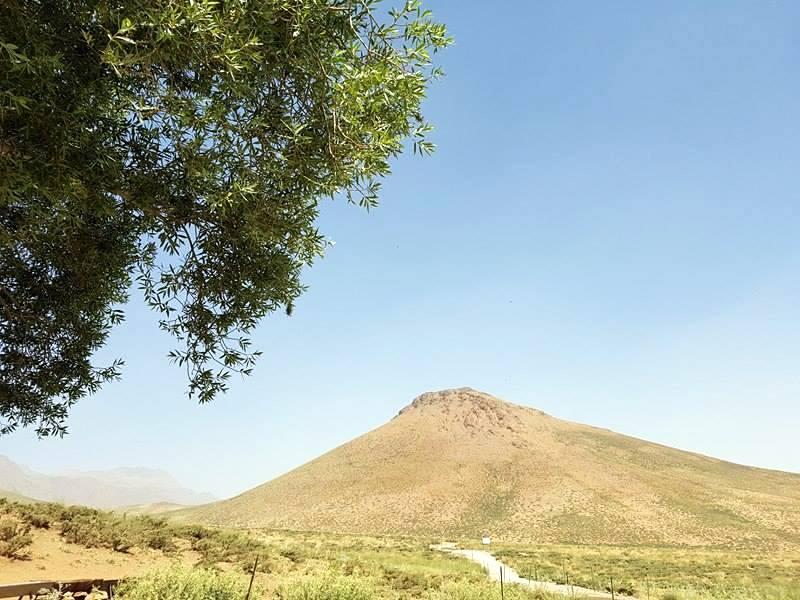
گلستان کوه

گلستان‌کوه کوهی است که در ۱۵ کیلومتری خوانسار با ارتفاع ۳۶۳۱ متر از سطح دریا که به لاله‌های واژگونش شهره است.
گلستان‌کوه در جنوب شهرستان خوانسار و ۱۵۰ کیلومتری شمال غرب اصفهان، منطقه‌ای سرسبز و خوش آب و هوا می‌باشد که سراسر آن، پوشیده از گون‌های گزنگبین، پیاز وحشی (موسیر) و انواع گل‌های زیبا است و از نظر پوشش گیاهی دارای ۷۰ گونه گیاهی می‌باشد.

## طبیعت گلستان‌کوه
گلستان‌کوه از مقصدهای پربازدید طبیعت‌گردی در منطقه است.
گلستان‌کوه از مناطق دیدنی خوانسار است که در فصل بهار پر ازگل های اشک مژگان و لاله سرنگون می‌شود که این گل ها درمیان بوته‌های گزنگبین و حتی به روی صخره‌ها می رویند و برخی از گل‌های این منطقه خاصیت داروئی نیز دارند.
بهترین زمان بازدید از این منطقه از فروردین ماه تا اواخر اردیبهشت می‌باشد.

## ساماندهی منطقه گردشگری گلستان‌کوه
طرح ساماندهی این گردشگاه طبیعی توسط فرمانداری خوانسار و با مشارکت اداره کل میراث فرهنگی از سال ۱۳۹۱ آغاز شده است که در فاز اول ساماندهی منطقه گلستان کوه اقداماتی چون ساخت و تجهیز نمازخانه، سرویس بهداشتی، پارکینگ اتومبیل، سکوهای محل استقرار گردشگران برای دیدن گلها صورت گرفت.